# Xavier Davis
Xavier Davis (Grand Rapids, 1971) is een Amerikaanse jazzpianist, componist, arrangeur, producent, muziekpedagoog en leider van het Xavier Davis Trio.

## Biografie
Davis is afkomstig uit een familie van muziekpedagogen en had dus een eenvoudige start in de muziekbusiness. Hij leerde piano spelen op 4-jarige leeftijd, trombone op 8-jarige leeftijd en hij toerde al door Europa vóór de highschool. Hij bezocht de Interlochen Arts Academy als zijn highschool.
Terwijl hij optrad met zijn college-ensemble tijdens de International Association of Jazz pedagogen-bijeenkomst in Boston, zag de legendarische zangeres Betty Carter zijn optreden en haalde hem naar New York om uitsluitend te werken met haar band The Betty Carter Trio. Davis begroette daar de voormalige voorzitter en drummer van Juilliard Jazz Carl Allen, James Williams en Billy Hart als adviseurs.
Davis speelde met The New Jazz Composers Octet, de Christian McBride Big Band en het Ron Blake Quartet.
Als componist en arrangeur werkte Davis voor Carl Allen, Regina Carter en Hans Schuman. Davis produceerde albums, filmmuziek en muziek voor reclamefilmpjes en voor Wise Children van Tom Harrell voor Bluebird Records in 2004 en Easy to Love van Lizzie Thomas voor CD Baby in 2013.
Davis werd de eerste persoon die twee keer een New Works Grant kreeg van de Doris Duke Charitable Foundation als onderdeel van Chamber Music America.

## Discografie

### Als leider
- 1999:	Dance of Life - kwartet, met Don Braden (tenorsaxofoon), Dwayne Burno (bas), Carl Allen (drums)
- 2001:	Innocence of Youth	(Fresh Sound New Talent) - trio, met Brandon Owens (bas), E.J. Strickland (drums)

### Als sideman van
- Betty Carter
- Freddie Hubbard
- Tom Harrell
- Christian McBride
- Regina Carter
- Stefon Harris
- Abbey Lincoln
- Wynton Marsalis
- Don Byron
- Nat Adderley
- Nicholas Payton
- Jon Faddis
- Jimmy Greene
- Steve Turre, Keep Searchin' (HighNote, 2006)
- Al Foster
- Jeremy Pelt
- Dion Parson
- Ron Blake

- Bibliothèque nationale de France: cb141696228 (data)
- Gemeinsame Normdatei: 135245974
- International Standard Name Identifier: 0000 0000 5516 1590
- Library of Congress Control Number: no00040375
- MusicBrainz: 526af97f-c2d0-4657-8caf-affb74850fa0
- Système universitaire de documentation: 156986922
- Virtual International Authority File: 14982413
- WorldCat: E39PBJdM8cCPdx9fmP8TFfmw4q